# Атол (переписна місцевість, Массачусетс)
Атол (англ. Athol) — переписна місцевість (CDP) в США, в окрузі Вустер штату Массачусетс. Населення — 8486 осіб (2020).

## Географія
Атол розташований за координатами 42°35′36″ пн. ш. 72°13′49″ зх. д. / 42.59333° пн. ш. 72.23028° зх. д. (42.593384, -72.230228).  За даними Бюро перепису населення США в 2010 році переписна місцевість мала площу 21,91 км², з яких 21,19 км² — суходіл та 0,72 км² — водойми.

## Демографія
Згідно з переписом 2010 року, у переписній місцевості мешкало 8265 осіб у 3374 домогосподарствах у складі 2089 родин. Густота населення становила 377 осіб/км².  Було 3811 помешкання (174/км²).
Расовий склад населення:
| - 94,8 % — білих - 1,0 % — чорних або афроамериканців - 0,9 % — азіатів - 0,3 % — корінних американців - 1,0 % — осіб інших рас |

До двох чи більше рас належало 1,9 %. Частка іспаномовних становила 3,9 % від усіх жителів.
За віковим діапазоном населення розподілялося таким чином: 24,2 % — особи молодші 18 років, 62,8 % — особи у віці 18—64 років, 13,0 % — особи у віці 65 років та старші. Медіана віку мешканця становила 38,2 року. На 100 осіб жіночої статі у переписній місцевості припадало 98,1 чоловіків;  на 100 жінок у віці від 18 років та старших — 94,6 чоловіків також старших 18 років.
Середній дохід на одне домашнє господарство  становив 51 735 доларів США (медіана — 42 013), а середній дохід на одну сім'ю — 61 438 доларів (медіана — 54 615). Медіана доходів становила 51 726 доларів для чоловіків та 40 552 долари для жінок. За межею бідності перебувало 21,9 % осіб, у тому числі 31,3 % дітей у віці до 18 років та 9,7 % осіб у віці 65 років та старших.
Цивільне працевлаштоване населення становило 3519 осіб. Основні галузі зайнятості: освіта, охорона здоров'я та соціальна допомога — 27,5 %, виробництво — 25,6 %, роздрібна торгівля — 14,1 %, науковці, спеціалісти, менеджери — 6,0 %.